# 雷蒙·斯尼奇的不幸历险
《雷蒙·斯尼奇的不幸历险》是一部2004年首映的美國黑色喜劇電影，由布拉德·西爾伯林執導，金·凱瑞等主演。
電影內容根據雷蒙尼·史尼奇的書《斯尼奇的不幸歷險》系列中的前三本小說《悲慘的開始》、《可怕的爬蟲屋》和《鬼魅的大窗子》改編，描述三名兒童在他們富有的父母死後，怎樣努力阻止他們遠親對他們的財富下手。
化妆师Valli O'Reilly 和 Bill Corso 凭借本片赢得奥斯卡最佳化妆奖。

## 劇情
波特萊爾家的三個小孩各有所長，维奥莱特是小發明家，克勞斯因愛讀書而熟悉許多知識，小女嬰桑妮則愛啃咬。他們與他們的父母居住在一起，然而，一場神秘的大火席捲波特萊爾家，讓维奥莱特、克勞斯與桑妮失去父母成為孤兒，銀行家波先生按照法律負責暫時保管他們的遺產，並將维奥莱特、克勞斯與桑妮交給他們的監護人歐拉夫伯爵——一個神秘的劇團演員。性情古怪的歐拉夫伯爵逼著维奥莱特、克勞斯與桑妮做各種粗活只想竊取財產。
在歐拉夫伯爵取得全面監護權的當天，他開著汽車帶维奥莱特、克勞斯與桑妮來到火車鐵軌上並緊鎖車門，試圖讓火車輾過車子，但维奥莱特、克勞斯與桑妮運用自己的技能成功脫逃。聞訊趕來的波先生雖未弄清楚狀況取消歐拉夫的監護權；歐拉夫在臨別前警告维奥莱特、克勞斯與桑妮然後解釋：不論他們逃到哪，他都能追得到。
後來善良的爬蟲學家蒙哥馬利·蒙哥馬利叔叔成為维奥莱特、克勞斯與桑妮的新監護人，他計畫帶他們去祕魯。但是歐拉夫這時偽裝蒙提叔叔的助手成史戴夫諾先生，在半夜裡謀殺蒙提叔叔並向警方假稱他是被自己飼養的「終極致命毒蛇」所咬死的。在维奥莱特與克勞斯無法證明兇手是史戴夫諾時，桑妮則在警方面前與毒蛇的旁邊嬉鬧、證實該毒蛇非常溫和藉此揭穿史戴夫諾的陰謀，但史戴夫諾還是逃跑。
之後有點神經質、居住在湖邊懸崖小木屋上的約瑟芬姑媽成為维奥莱特、克勞斯與桑妮的新監護人，她的丈夫在多年前被湖中的食人水蛭給吃掉。歐拉夫伯爵偽裝成夏姆船長再度出現來騙取約瑟芬姑媽的信任脅迫她寫下一份自殺遺書。克勞斯從遺書上的語法密碼破譯出約瑟芬姑媽所在的位置，於是他們一同開著小船去山洞內去拯救她。在湖上他們被食人水蛭給圍困，這時開著大船的歐拉夫伯爵到來帶走维奥莱特、克勞斯與桑妮並約瑟芬姑媽給扔給水蛭；甚至說服波先生讓歐拉夫再度成為维奥莱特、克勞斯與桑妮的監護人。歐拉夫伯爵為了獲得財產策劃一場戲劇「奇妙的婚姻」，由自己和维奥莱特分別扮演新郎與新娘還挾持桑妮用作脅迫。克勞斯為救出桑妮偷偷來到歐拉夫家中的塔樓上，發現那裡有一連續的鏡子可連環反射陽光，原來當初歐拉夫就是用這種方法燒毀他們的家來謀害他們的父母。克勞斯成功利用這面反射陽光燒毀歐拉夫和维奥莱特簽下的結婚證書；而致使歐拉夫伯爵的罪行被拆穿，讓他被警方逮捕。但歐拉夫還是再一次地逃走。波先生告訴维奥莱特、克勞斯和桑妮，一但警方將歐拉夫伯爵給繩之以法讓他受到制裁，他們就不必過著提心吊膽的生活，维奥莱特、克勞斯和桑妮再度造訪他們老家的廢墟，發現之前他們的父母所寄出而遲來的一封信終於到達，信中是一件象徵其家庭所屬祕密會社的望遠鏡。最後波特萊爾孤兒搭上波先生的車繼續踏上他們前途不明的旅程。

## 角色
- 金·凱瑞（Jim Carrey）......飾演 歐拉夫伯爵 / 史戴夫諾先生 / 夏姆船長（Count Olaf / Mr. Stephano / Captain Sham）
- 艾蜜莉·布朗寧（Emily Browning）......飾演 维奥莱特·波特萊爾（Violet Baudelaire）
- 連姆·艾肯（Liam Aiken）......飾演 克勞斯·波特萊爾（Klaus Baudelaire）
- 提摩西·司伯（Timothy Spall）......飾演 波先生（Mr. Poe）
- 梅莉·史翠普（Meryl  Streep）......飾演 約瑟芬姑媽（Josephine Anwhistle）
- 比利·康諾利（Billy Connolly）......飾演 蒙哥馬利·蒙哥馬利叔叔（Monty Montgomery）
- 凱瑟琳·歐哈拉（Catherine O'Hara）......飾演 史卓絲法官（Justice Strauss）
- 傑米·哈里斯（Jamie Harris）......飾演 鉤手人（the Hook-Handed Man）
- 裘德·洛（Jude Law）......飾演 雷蒙尼·史尼奇（Lemony Snicket）

## 製作

### 拍攝
《波特萊爾的冒險》劇組於2003年11月開始拍攝。

### 特效
《波特萊爾的冒險》片中小嬰兒桑妮·波特萊爾的角色其實是由一對雙胞胎姐妹輪流飾演的，桑妮出現的鏡頭有80％是真人演出的，但在某些特殊狀況下需要用到動態捕捉技術來合成。影片中的400多個特效鏡頭有不少是涉及到桑妮的。

## 榮譽
| 獎項             | 類別                                                                             | 提名人或得獎人                                             | 結果 |
| ---------------- | -------------------------------------------------------------------------------- | ---------------------------------------------------------- | ---- |
| 奧斯卡金像獎     | 最佳化妝與髮型設計                                                               | Valli O'Reilly和Bill Corso                                 | 獲獎 |
| 奧斯卡金像獎     | 最佳藝術指導                                                                     | 瑞克·海因里希斯和谢丽尔·卡拉西克                           | 提名 |
| 奧斯卡金像獎     | 最佳服裝設計                                                                     | 柯琳·艾特伍                                                | 提名 |
| 奧斯卡金像獎     | 最佳原創音樂                                                                     | 湯瑪斯·紐曼                                                | 提名 |
| 美国视觉效果协会 | Outstanding Performance by an Animated Character in a Live Action Motion Picture | Rick O'Connor、Martin Murphy、Indira Guettieri和Sam Breach | 提名 |
| 土星獎           | 最佳奇幻電影                                                                     |                                                            | 提名 |
| 土星獎           | 最佳化妝                                                                         | Valli O'Reilly和Bill Corso                                 | 提名 |
| 土星獎           | 最佳特別版DVD獎                                                                  |                                                            | 提名 |